# Benares (stad)
Benares of Banaras (Hindi: बनारस, Banāras), Varanasi (Hindi: वाराणसी, Vārāṇasī), en Kashi of Kasi (Hindi: काशी, Kāshī) is een stad in de Indiase deelstaat Uttar Pradesh. Ze bestaat al langer dan 2700 jaar en is een van de oudste steden ter wereld. De stad ligt aan de heilige rivier de Ganges, in het (gelijknamige) district Benares (Varanasi) en had volgens de volkstelling van 2001 1.100.748 inwoners. De stad is een van de vier belangrijkste pelgrimsplaatsen voor het Hindoeïsme in India (de drie andere zijn Bodhgaya, Puri en Ujjain). Pelgrims komen zich ritueel reinigen in de rivier op daarvoor bestemde oevers (zogenaamde ghats).

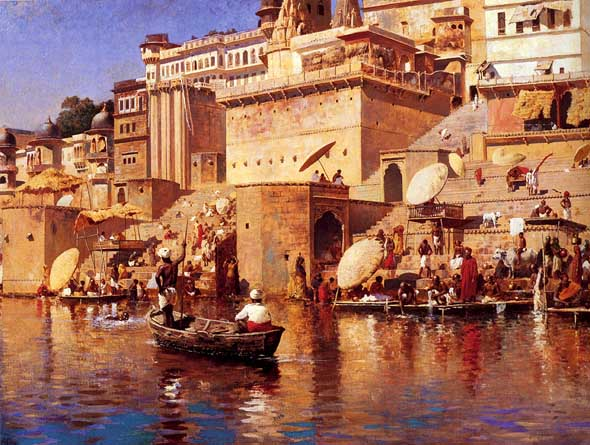
On The River Benares
(ca.1883), Edwin Lord Weeks

## Pelgrimsplaats
De stad is een van de vier belangrijkste pelgrimsplaatsen voor het hindoeïsme in India (de drie andere zijn Gaya, Puri en Ujjain). Boottochten kunnen een goed beeld geven van de rituele plaatsen aan de oever van de rivier (zogenaamde ghats).
De boeddhistische pelgrimsplaats Sarnath ligt 13 km ten noordoosten van Benares.

## Verkeer en vervoer
Buiten de stad Benares ligt het Varanasi Lal Bahadur Shastri International Airport (IATA: VNS), dat directe verbindingen met onder andere New Delhi (Indira Gandhi International Airport) en Bombay (Chhatrapati Shivaji International Airport) heeft.

## Bezienswaardigheden
- Ramnagar Fort

### Ghats
- Dashashwamedh Ghat
- Manikarnika Ghat
- Jain Ghat
- Sant Ravidas Ghat

### Gebedshuizen
- Kashi Vishwanath tempel
- Shri Vishwanath Mandir, tempel
- Durga Mandir, tempel
- Parshvanath Jain jaïnistische tempel
- Alamgir moskee ook bekend als Aurangzeb moskee
- Shri Guru Ravidass Janam Asthan Mandir, tempel en heilige plaats van de goeroe Ravidas

## Bekende inwoners van Benares/Varanasi

### Geboren
- Kabir Das (15e eeuw), dichter en heilige
- Ravidas (ca.1450-ca.1520), goeroe
- Lakshmibai (1828-1858), rani (koningin) van het vorstenland Jhansi
- Jaddanbai (1892-1949), actrice en filmmaker
- Ravi Shankar (1920-2012), musicus, sitarspeler
- Mohammad Shahid (1960-2016), hockeyer

### Overleden
- Tulsidas (ca.1532-1623), dichter, mysticus en filosoof uit de Bhaktistroming
- Lahiri Mahasaya (1828-1895), yogi en goeroe
- Munshi Premchand (1880-1936), schrijver

### Woonachtig (geweest)
- James Brooke (1803-1868), radja van Sarawak
- Annie Besant (1847-1933), Britse feministe, socialiste, publiciste, vrijmetselaar, theosoof en presidente van de Theosofische Vereniging

## Afbeeldingen

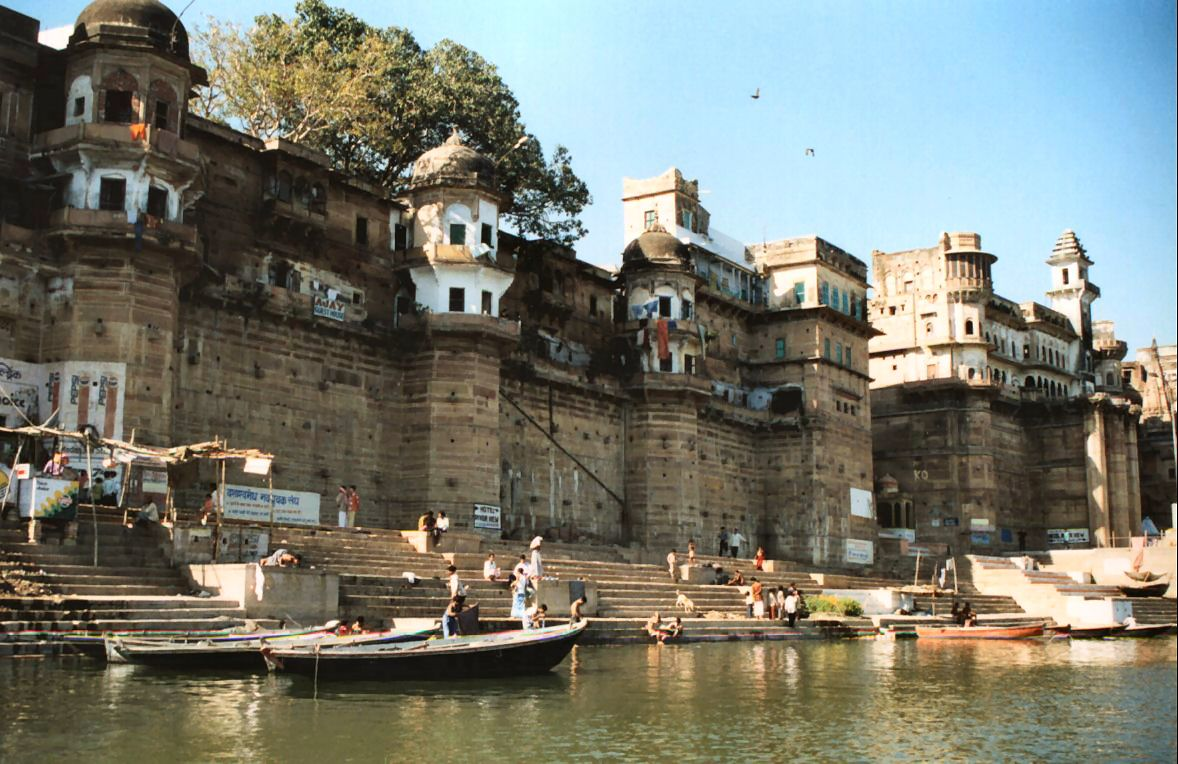
De oever van de Ganges in Benares
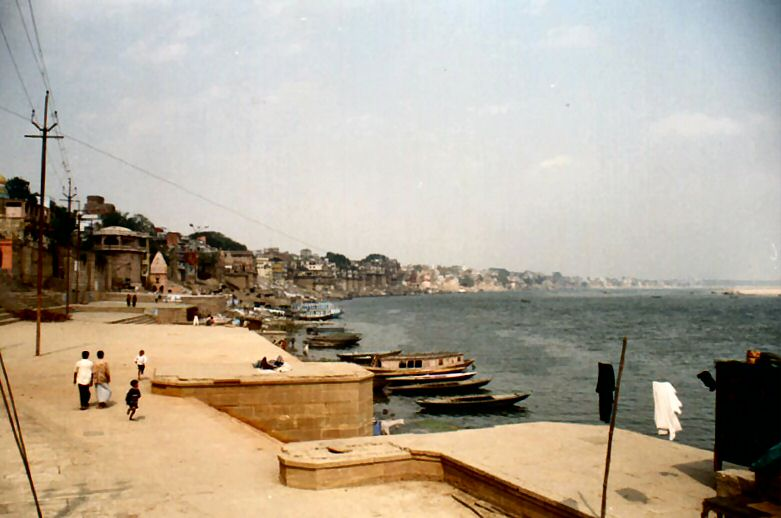
Benares en de Ganges
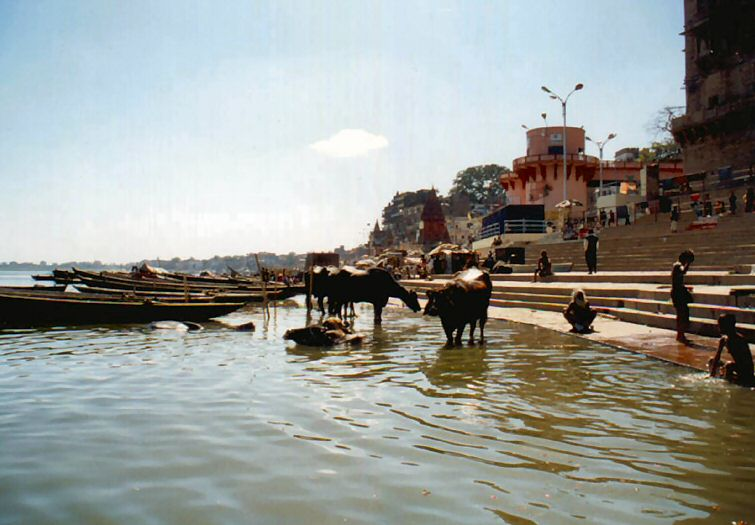
Koeien in de rivier de Ganges
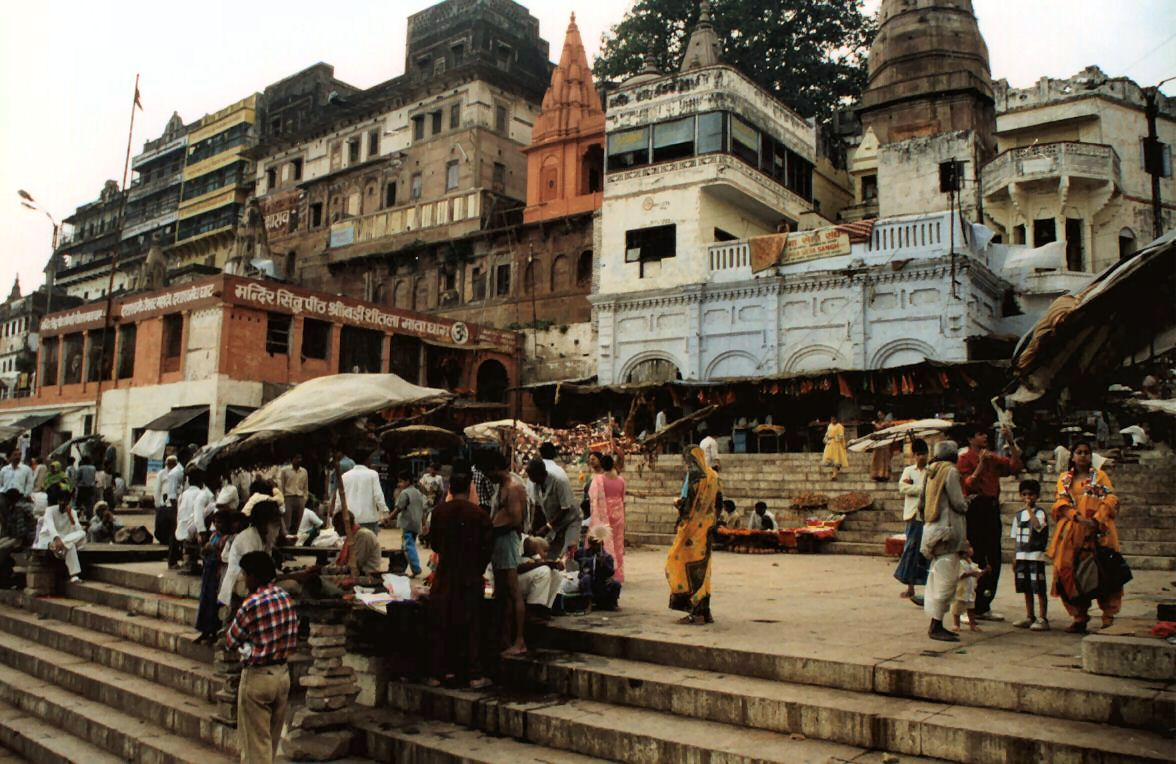
Benares